# Candela Serrat
Candela Serrat, all'anagrafe Candela Serrat Tiffón (Barcellona, 14 novembre 1986), è un'attrice e modella spagnola, nota per aver interpretato il ruolo di Celia Silva Torrealba nella soap Sei sorelle (Seis hermanas).

## Biografia
Candela Serrat è nata il 14 novembre 1986 a Barcellona (Spagna), dalla modella Candela Tiffón e dal cantautore Joan Manuel Serrat. Ha una sorella maggiore che si chiama María Serrat, e un fratello maggiore da parte di padre che si chiama Manuel Serrat.

## Carriera
Candela Serrat si è formata presso la scuola di teatro LAMDA di Londra e al William Layton Laboratory di Madrid.
Nel 2012 ha ottenuto il suo primo ruolo televisivo nella serie TV3 La Riera, interpretando Alba Comas. Dal 2015 al 2017 è stata scelta per interpretare il ruolo di Celia Silva Torrealba nella soap opera Sei sorelle (Seis hermanas). Nel 2018 ha ricoperto il ruolo di Laia nel film televisivo Cançó per tu diretto da Oriol Ferrer, in cui ha recitato al fianco di Nao Albet e Félix Herzog.
Ha sviluppato gran parte della sua carriera artistica in teatro collaborando con registi della statura di Mario Gas, Francisco Vidal e Joan Ollé.
Nel 2017 ha realizzato il suo primo lungometraggio recitando nel film Yerma, adattamento dell'omonima commedia di Federico García Lorca, per la regia di Emilio Ruiz Barrachina. Nel 2019 ha ricoperto il ruolo di Mónica nella serie Estoy vivo. Nel 2020 ha interpretato il ruolo di Sonia Vela nella serie Caronte.

## Vita privata
Candela Serrat dal 2015 è legata sentimentalmente all'attore Daniel Muriel, conosciuto sul set della soap opera Sei sorelle (Seis hermanas). Alla fine del 2018 la coppia ha annunciato il proprio impegno matrimoniale sui social network e si sono sposati nel fine settimana del 6 e 7 giugno 2019 a Minorca. Il 4 luglio 2020 hanno avuto una figlia che si chiama Mérida.

## Filmografia

### Cinema
- Yerma, regia di Emilio Ruiz Barrachina (2017)

### Televisione
- La Riera – serie TV (2012-2013)
- Sei sorelle (Seis hermanas) – soap opera (2015-2017)
- Cançó per a tu, regia di Oriol Ferrer – film TV (2018)
- Estoy vivo – serie TV (2019)
- Caronte – serie TV (2020)

## Teatro
- Un marido ideal di Oscar Wilde, diretto da Juan Carlos Pérez de la Fuente[20]
- Humans di Stephen Karam, diretto da Mario Gas (2018-2019)[21]
- Incendios di Wajdi Mouawad, diretto da Mario Gas (2017)[22]
- El loco de los balcones di Mario Vargas Llosa, diretto da Gustavo Tambascio (2014) – Ileana[23]
- Doña Rosita la soltera o el lenguaje de las flores di Federico García Lorca, diretto da Joan Ollé (2014)[24]
- Espíritus vivos, personas muertas, diretto da Sergi Vizcaíno (2013)
- Taxi...Al TNC!, diretto da Xavier Albertí (2013)[25]
- Frankenstein, diretto da Juanma Gómez, testo adattato da Alberto Conejero dal romanzo Frankenstein o el moderno Prometeo (2012)[26]
- Julio César, diretto da Francisco Vidal, testo adattato da Fernando Sansegundo (2011-2012) – Calpurnia[7]
- La alegría de vivir di Nöel Coward, diretto da Francisco Vidal, testo adattato da José Ramón Fernández de Luanco (2011) – Gilda[27]

## Programmi televisivi
- Pasapalabra – game show (2021-2022)

## Doppiatrici italiane
Nelle versioni in italiano dei suoi film e delle sue serie TV, Candela Serrat è stata doppiata da:
- Ludovica Bebi[28] in Sei sorelle[29]

## Riconoscimenti
- Premio Andalesgai a la visibilidad
  - 2015: Vincitrice insieme a Luz Valdenebro per la soap opera Sei sorelle (Seis hermanas)[30]

- Premio Augurio Sita Murt
  - 2018: Vincitrice al Festival Zoom di Igualdada come Giovane talento del mondo audiovisivo[31]